# علم اجتماع اللغة

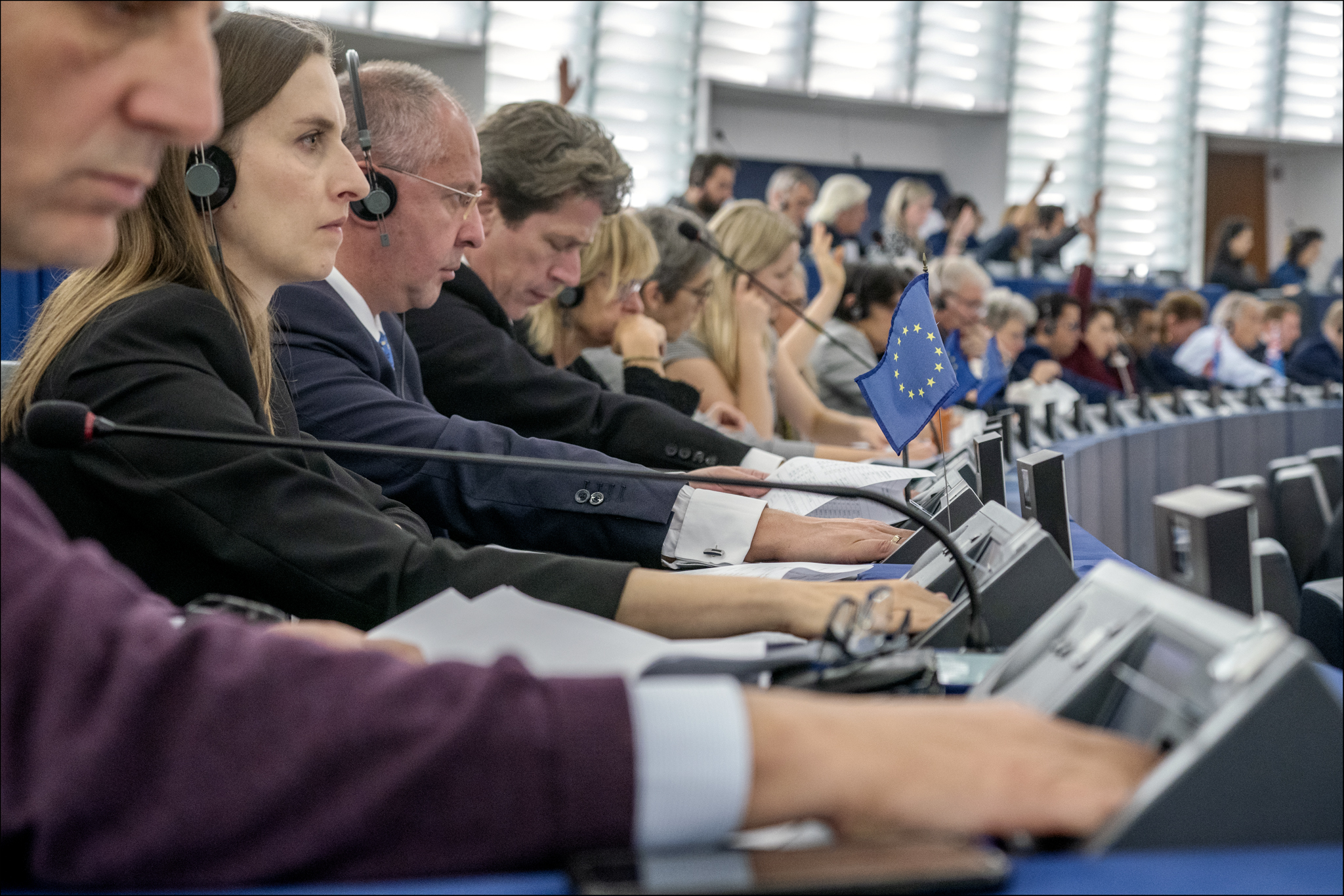
علم الاجتماع

يُعرف علم اجتماع اللغة بأنه دراسة العلاقات بين اللغة والمجتمع  كما أنه يعد متصلا بشكل وثيق بمجال علم اللغة الاجتماعي  الذي يركز على تأثير المجتمع على اللغة. كان جوشوا فيشمان أحد مؤسسي علم الاجتماع لأطول مدة وكان غزير العلم، وهو المحرر المؤسس للمجلة الدولية لعلم اجتماع اللغة بالإضافة إلى قيامه بمساهمات كبيرة أخرى.
إن علم اجتماع اللغة يدرس المجتمع فيما يتعلق باللغة بينما يدرس علم اللغويات الاجتماعي اللغة فيما يتعلق بالمجتمع. بالنسبة إلى علم الاجتماع فإن المجتمع هو موضوع الدراسة، أما بالنسبة لعلم اللغة الاجتماعي فإن اللغة هي موضوع الدراسة. وبمعنى آخر، يدرس علم اللغة الاجتماعي اللغة وكيف تتغير وفقًا لخلفية المستخدم الاجتماعية ومثال ذلك: الجنس، والعرق، والطبقة الاجتماعية والاقتصادية، ومن ناحية أخرى، فإن علم اجتماع اللغة (المعروف أيضًا باسم علم اللغويات الكلية) يدرس المجتمع وكيف يتأثر باللغة.
يقول أستاذ السياسة العالمية بجامعة ترينت أندرياس بيكيل: «إن الدين، والأنظمة الرمزية الأخرى تشكل وبقوة الممارسات الاجتماعية وتشكيل التوجهات السياسية هي أمثلة على الأهمية الاجتماعية التي تتمتع بها اللغات».
الفكرة الأساسية هي أن اللغة تعكس خلال العديد من الأمور المواقف التي يريد المتحدثون تبادلها أو التي تنعكس من خلال استخدام اللغة فقط، ومواقف المتحدثين هذه تعد معلومات لعلم الاجتماع.
يسعى علم اجتماع اللغة لفهم الطريقة التي تتأثر بها الديناميات الاجتماعية من خلال استخدام اللغة الفردية والجماعية. وفقًا لسيو شياو شين رئيس جامعة تايوان الوطنية للعلوم والتكنولوجيا  بمركز اللغة فإن اللغة تعد ذات قيمة اجتماعية في هذا المجال وهي التي تبحث عن ظواهر في المجموعات الاجتماعية مثل: تعدد اللغات، والصراع اللغوي،  فالأمر متعلق بمن هو «المخول» لاستخدام اللغة، ومع من، وتحت أي ظروف. يتعلق الأمر بكيفية تحديد هوية الفرد أو المجموعة من خلال اللغة المتاحة لهم لاستخدامها فهي تسعى إلى فهم التعبير الفردي الذي يستثمر في الأدوات اللغوية التي يمكن للمرء الوصول إليها من أجل استخدامها لنفسه وللآخرين.

## التاريخ والأصول
أسس علم اجتماع اللغة وبالأخص اللغويات الاجتماعية الأمريكية في أوائل الستينات من القرن الماضي على يد ويليام لابوف الذي أسس العديد من المناهج.

## فرضية سابير وورف
النسبية اللغوية والتي تعرف أيضًا باسم فرضية سابير وورف التي تحمل اسم إدوارد سابير وطالبه بنجامين لي وورف ولكن كلا الباحثين لم يستخدما هذا المصطلح. تشير الإصدارات القوية لفرضية سابير وورف أن لغة الفرد لها تأثير عميق على الطريقة التي يفكر بها الفرد ويتصرف بينما تشير النسخة الأضعف إلى أن اللغة لها تأثير بسيط على سلوك الفرد.

### نقد
تجادل بعض اللغويين أنه إذا كان الأفراد مختلفين اختلافا عميقا بسبب لغتهم فسيكون من الصعب جدا ترجمة الأعمال بين الثقافات واللغات ومع ذلك، فإن العالمية اللغوية تحدث في معظم الأحول إن لم تكن في جميع الأحوال وفي اللغات الطبيعية. تحدث الترجمات اللغوية بين الثقافات كل يوم وحتى في جزء صغير من الثانية وذلك بفضل النماذج اللغوية للذكاء الاصطناعي ومثال على ذلك مترجم قوقل.
واجهت هذه الفرضية المزيد من النقد من الزميل اللغوي ستيفن بينكر الذي كان يشك في أدلة وورف المبنية على لغة الهوبي فوفقا لما ذكره بينكر فإن وورف «يعد باحثا هاويا في لغات الأمريكيين الأصليين» والذين تعد ادعاءاتهم غير مصداقية ولا معنى لها.

## أمثلة على الفئة اللغوية الاجتماعية

### الأسكيمو
أكد بشكل واسع على وجود «مئات» الكلمات (للثلج) في لغة الأسكيمو ويزعم أن هذا بسبب إعادة الصياغة الخاطئة لفرانز بواس في الجزء المتعلق ببنجامين وورف والتي غيرت المعنى للنص الأصلي وعلى الرغم من أنه قد لا تتواجد مئات الكلمات المختلفة للثلج فقد وافق خبير الثلج ماثيو ستورم على أن معجم الثلج بالإنجليزية بشكل عام هو «أقل بوضوح» من معجم الثلج في لغة الأسكيمو.
و بالرغم من وجود عدة كلمات (للثلج) مثل: snowdrift و snowflake و flurries فإن الغالبية العظمى للكلمات الإنجليزية المتعلقة بكلمة الثلج تملك جميعا نفس الجذر: "snow". وفي الوقت نفسه في لغة الأسكيمو هناك العديد من الكلمات المستقلة للثلج، مثل: aput و qana و piqsirpoq و qimuqsuq والتي تعني جميعها «تساقط الثلوج» وكل هذه الكلمات الأربعة لها جذور مختلفة عن بعضها البعض. وهذا الأمر مشابه لكيفية استخدام العديد من المصطلحات المختلفة لوصف المياه باللغة الإنجليزية مثل: الماء والنهر والمحيط والندى وذلك نظرا لأن الثلج يعد جزءا حيويا من مجتمع الأسكيمو فمن الطبيعي وجود فارق بسيط في لغتهم لكلمة الثلج أكثر من الموجود في اللغة الإنجليزية. 

### ثنائية اللغة الصينية والإنجليزية
لغة الماندرين الصينية هي لغة تفتقر إلى الزمن المطلق، وبمعنى آخر أن تحديد الموقع الزمني لحدث ما غير الضروري في لغة الماندرين وبدلا من ذلك يمكن إضافة كلمة أو كلمتين إلى بداية الجملة أو نهايتها للدلالة على الزمن. وعادة ما يفترض أن المتحدث يستخدم الزمن المضارع ولكن قد يتعين أيضا على المستمع أن يعتمد على أدلة من السياق لتحديد الزمن.
أجرى الباحثون يانغ لي ومانون جونز وجويلوم تيري من جامعة بانجور دراسة تشير إلى أن الناطقين باللغة الإنجليزية والصينية بطلاقة لم يستطيعوا التعرف بوضوح على اختلالات الوقت في الجمل الإنجليزية المعقدة، بعكس الناطقين باللغة الإنجليزية الذين يستطيعون التعرف عليها، كما اشتملت الدراسة على تحليل تحويرات N400 (علم الأعصاب) لتحديد وقت قيام المشاركين بجهد إضافي لمعالجة دلالات الألفاظ والتعرف على الاختلالات في الزمن.